# 장기훈
장기훈(張基勳, 1988년 5월 20일 ~ )은 전 KBO 리그 NC 다이노스의 포수이다.

## 연봉
| 연도   | 연봉   | 인상율(%) | 비고 |
| ------ | ------ | --------- | ---- |
| 2015년 | 9000원 |           |      |

## 출신학교
- 부산중앙초등학교
- 부산학교
- 부산학교
- 부산학교